# Chiesa di San Lazzaro (Pavia)
La romanica chiesa di San Lazzaro si trova nella periferia orientale di Pavia. Sorta nel XII secolo lungo la Via Francigena, era dotata di un ospedale dedicato alla cura dei pellegrini e dei lebbrosi.

## Storia
Già documentata nel 1157, quando Gislenzone Salimbene, insieme ai figli Siro e Malastrava, donò ampie proprietà terriere alla chiesa e al vicino ospedale, garantendosi così il giuspatronato (che i Salimbene mantennero fino al Seicento) sull’ente. L’edificio si trovava infatti lungo la via Francigena ed era destinato ad assistere i pellegrini in transito per o da Roma. Nel 1216 il Vescovo di Pavia Fulco Scotti dettò le regole dell’ospedale, mentre privilegi e immunità furono accordati all’ente da Gian Galeazzo Visconti nel 1376, e altri furono concessi tramite le bolle emesse dai papi Martino V nel 1426 e Paolo II nel 1466. La visita pastorale del 1460 testimonia che l’ospedale disponeva di solo 4 letti, due dei quali ospitavano dei lebbrosi.
Durante l’assedio e la successiva battaglia di Pavia del 1525, il complesso venne occupato dalle truppe di Francesco I re di Francia, subendo parecchi danneggiamenti. Nel 1565 l’ospedale fu elevato, da papa Pio IV, a Commenda dell’Ordine di San Lazzaro. Il primo commendatore fu Giuseppe Salimbene, mentre, pochi anni dopo, nel 1572, l’ordine venne unito a quella di San Maurizio, dando così origine all’Ordine dei Santi Maurizio e Lazzaro. Poco dopo la chiesa fu elevata a parrocchia (1571), ma nel 1581 il vescovo Ippolito de’ Rossi fece sopprimere la parrocchia e la riunificò a quella di San Pietro in Verzolo, dalla quale ancor oggi dipende.

## Descrizione

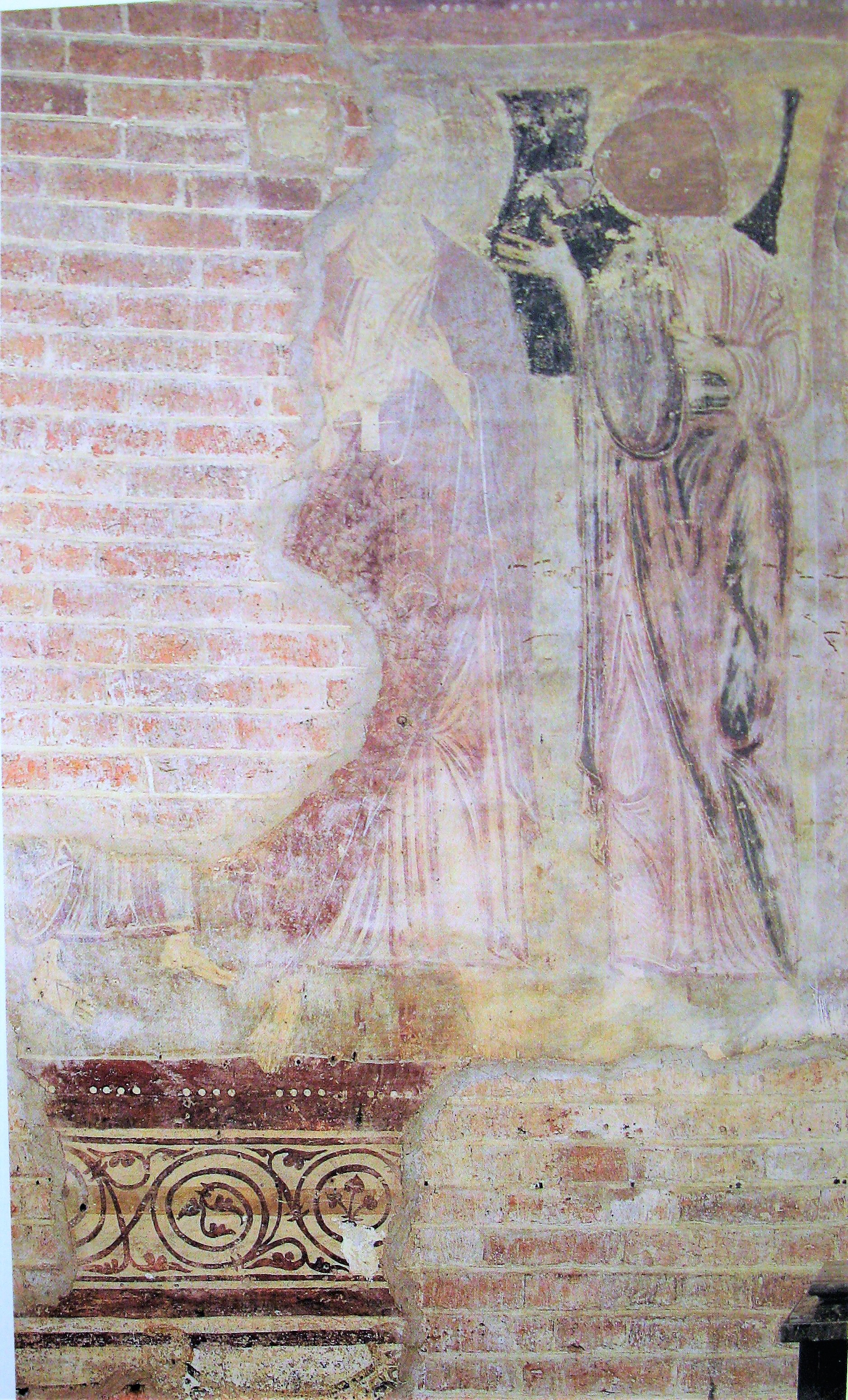
Affreschi (prima metà del XIII sec.)

L’edificio, pur di ridotte dimensioni, per progettazione ed esecuzione è un’opera unitaria e rappresenta un chiaro esempio del romanico lombardo. La facciata a capanna, come molti altri edifici pavesi, è arricchita da un loggiato cieco e da bacini ceramici bizantini risalenti al XIII secolo, mentre alcuni capitelli della trifora posta al centro della facciata risalgono all’età Carolingia. La decorazione a loggiato cieco retto da colonnine corre anche lungo il lato nord della chiesa, dove si apre un secondo portale. La chiesa ha un'unica navata, e presenta all’interno, e in particolare nella zona absidale, frammenti di affreschi datati alla prima metà del Duecento.

## Galleria d'immagini

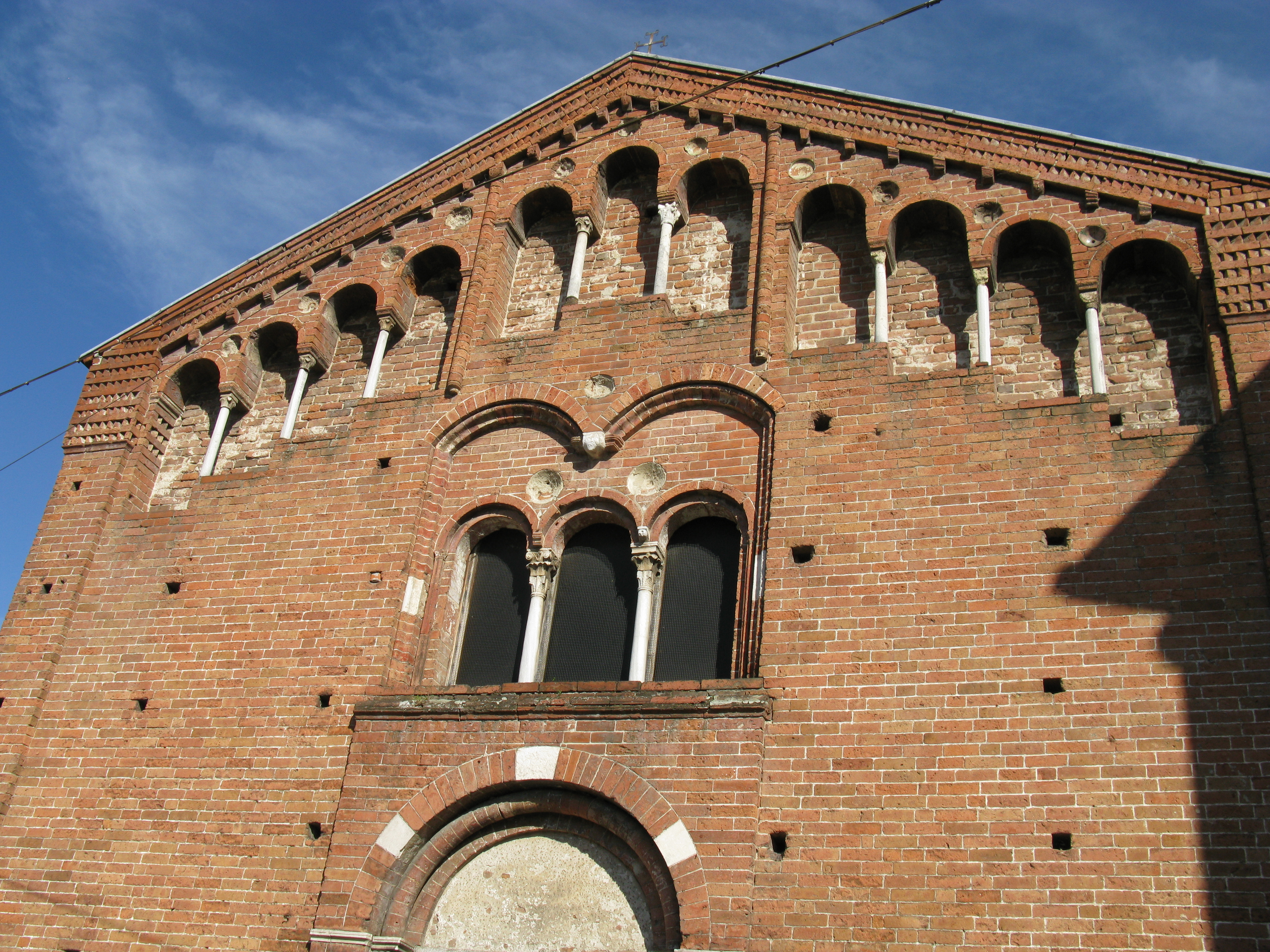
La facciata
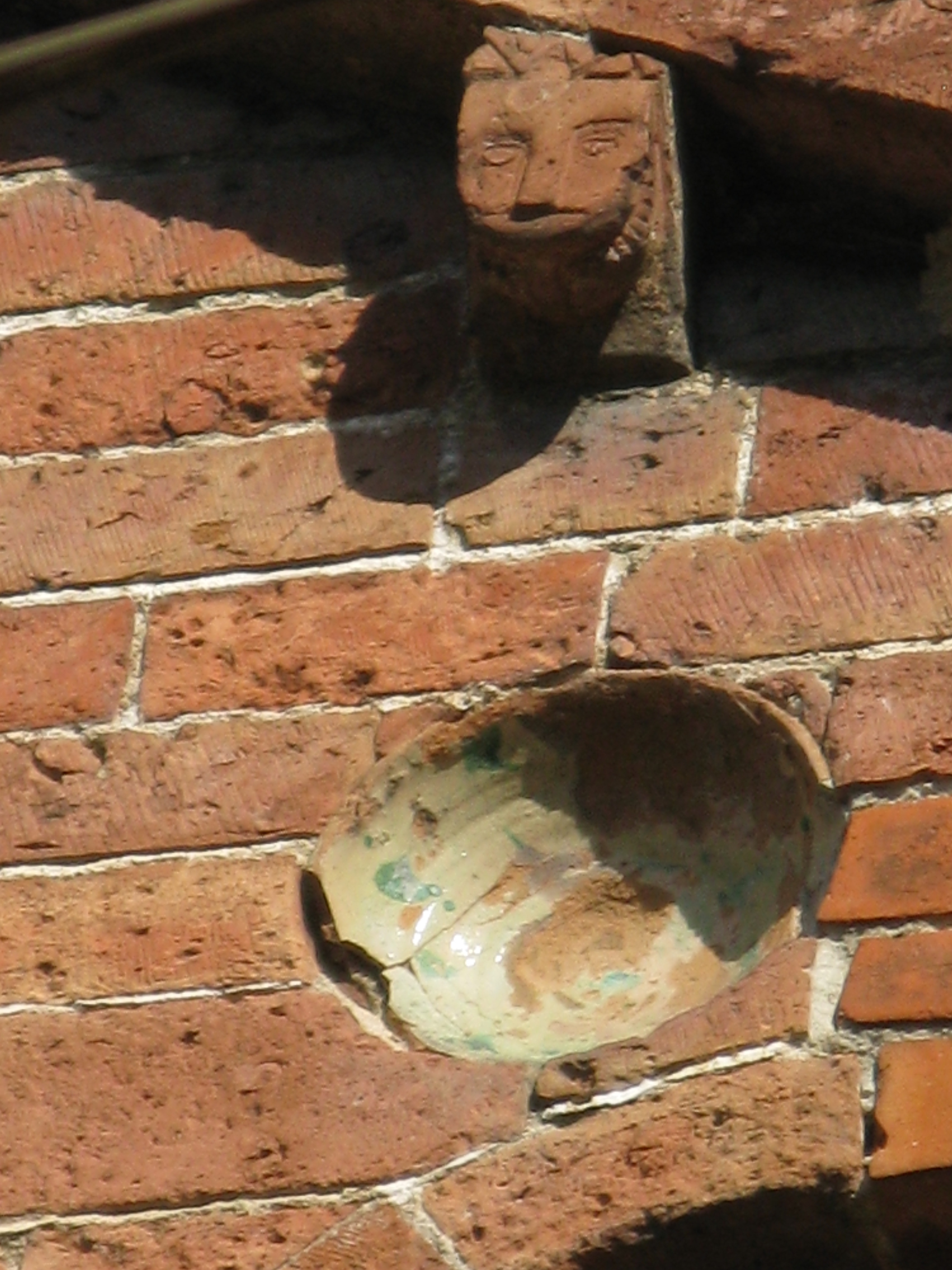
Uno dei bacini bizantini della facciata
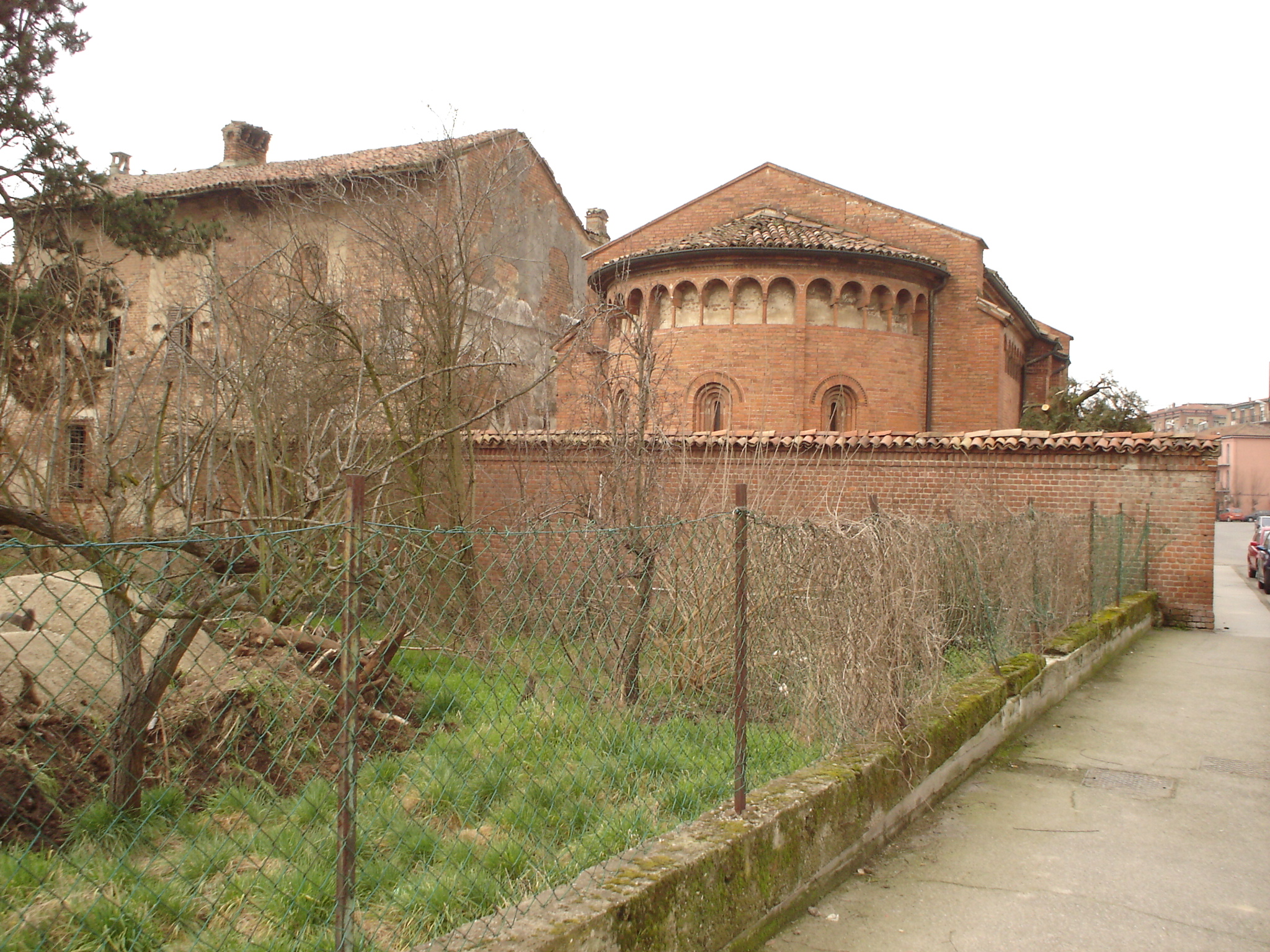
L'abside